# Confessions of the Fallen
Confessions of the Fallen es el octavo álbum de estudio de la banda de rock estadounidense Staind. Este es el primer álbum de la banda en doce años, marcando la brecha más larga entre álbumes de estudio hasta la fecha. Fue lanzado el 22 de septiembre de 2023. También es el primer álbum que presenta al nuevo baterista Sal Giancarelli, quien reemplazó al baterista original Jon Wysocki luego de su salida de este último en 2011. Es el primer álbum de la banda lanzado por BMG.

## Producción
Mike Mushok dijo que Aaron Lewis quería experimentar con sintetizadores y había trabajado con un programador para desarrollar estos sonidos, por lo que el primer sencillo "Lowest in Me" tiene algunos sintetizadores.

## Lista de canciones
| N.º | Título                      | Duración |  |
| 1.  | «Lowest in Me»              | 3:07     |  |
| 2.  | «Was Any of It Real?»       | 2:51     |  |
| 3.  | «In This Condition»         | 3:29     |  |
| 4.  | «Here and Now»              | 3:57     |  |
| 5.  | «Out of Time»               | 3:15     |  |
| 6.  | «Cycle of Hurting»          | 3:49     |  |
| 7.  | «The Fray»                  | 4:03     |  |
| 8.  | «Better Days»               | 3:45     |  |
| 9.  | «Hate Me Too»               | 3:16     |  |
| 10. | «Confessions of the Fallen» | 3:50     |  |

| Lados-B |                     |          |  |
| N.º     | Título              | Duración |  |
| 11.     | «Full of Emptiness» | 2:55     |  |
| 12.     | «Take»              | 3:12     |  |